# Загальна середня освіта в Україні
Зага́льна сере́дня осві́та в Украї́ні — державна політика, система заходів, матеріального, практичного та теоретичного забезпечення з надання освітніх послуг у загальних середніх навчальних закладах, а також система навчальних закладів, що надають такий освітній рівень.
Відповідно до постанови Кабінету Міністрів України від 16 листопада 2000 року № 1717 у 2001 році розпочався поступовий перехід загальноосвітніх навчальних закладів на новий зміст, структуру і 12-річний термін навчання, який передбачає розвантаження учнів протягом кожного навчального року, створення умов для зміцнення здоров'я школярів; оновлення змісту освіти; перехід на компетентніший підхід до організації навчального процесу.

## Принципи і стратегія
У напрямі формування мережі загальноосвітніх закладів держава гарантує конституційне право для кожного громадянина на доступність і безоплатність здобуття повної загальної середньої освіти.
Принципи. Мережа загальноосвітніх навчальних закладів формується за такими принципами:
- доступність для кожного громадянина всіх форм і типів освітніх послуг, що надаються державою;
- рівність умов кожної людини для повної реалізації її здібностей, таланту, всебічного розвитку;
- відкритий характер освіти, створенням умов для вибору профілю навчання і виховання відповідно до здібностей, інтересів громадянина;
- інтеграція внутрішня і зовнішня;
- соціальний захист дітей.

Стратегія. Спрямована на забезпечення умов функціювання і розвитку загальної середньої освіти, оптимізацію мережі загальноосвітніх навчальних закладів для забезпечення права громадян України на повну загальну середню освіту та максимального задоволення їх освітніх та культурних потреб.
Стратегія розвитку мережі інтернатних навчальних закладів для дітей-сиріт і дітей, позбавлених батьківського піклування, як складової мережі загальноосвітніх навчальних закладів, полягає у реформуванні діючих навчальних закладів відповідно до заходів «Державної цільової соціальної програми реформування системи закладів для дітей-сиріт та дітей, позбавлених батьківського піклування», затвердженої постановою Кабінету Міністрів України від 17 жовтня 2007 року № 1242, шляхом створення умов виховання дітей-сиріт і дітей, позбавлених батьківського піклування, наближених до сімейних. Метою даної програми є створення у період до 2017 року умов для реалізації державних гарантій і конституційних прав дітей-сиріт і дітей, позбавлених батьківського піклування.

## Рівні і строки
Повна загальна середня освіта в Україні здобувається на рівнях, що передбачають виконання учнем вимог до результатів навчання, визначених державними стандартами освіти (початкової, базової середньої, профільної середньої):
1. Початкова освіта — перший рівень, здобувається у закладах освіти протягом чотирьох років.
2. Базова середня освіта — другий рівень, здобувається у закладах освіти протягом наступних п'яти років.
3. Профільна середня освіта — третій рівень, здобувається у протягом наступних трьох років.

Тривалість здобуття повної загальної середньої освіти на кожному її рівні може бути змінена (подовжена або скорочена) залежно від форми здобуття освіти, результатів навчання та/або індивідуальної освітньої траєкторії учня.
Тривалість здобуття повної загальної середньої освіти на кожному її рівні особами з особливими освітніми потребами у закладах загальної середньої освіти встановлюється Кабінетом Міністрів України.

## Форми здобуття освіти і види навчальних закладів
Повна загальна середня освіта може здобуватися за такими формами:
1. очна (денна),
2. дистанційна,
3. мережева,
4. екстернатна,
5. сімейна (домашня)
6. форма педагогічного патронажу
7. очна (вечірня),
8. заочна форма (на рівнях базової та профільної середньої освіти).
9. дуальна (може застосовуватися для здобуття профільної середньої освіти професійного спрямування).

Види навчальних закладів:
- початкова школа — забезпечує здобуття початкової освіти;
- гімназія — забезпечує здобуття базової середньої освіти;
- ліцей — забезпечує здобуття профільної середньої освіти.
- спеціальна школа — для осіб з особливими освітніми потребами, зумовленими порушеннями інтелектуального розвитку, фізичними та/або сенсорними порушеннями;
- навчально-реабілітаційний центр — для осіб з особливими освітніми потребами, зумовленими складними порушеннями розвитку;
- заклади професійної (професійно-технічної), фахової передвищої, вищої освіти та інші заклади освіти, що мають ліцензію на провадження освітньої діяльності у сфері загальної середньої освіти.

У системі спеціалізованої освіти є такі заклади:
- мистецький ліцей;
- спортивний ліцей;
- військовий (військово-морський, військово-спортивний) ліцей, ліцей із посиленою військово-фізичною підготовкою;
- науковий ліцей;
- професійний коледж (коледж) спортивного профілю;
- мистецький коледж;
- інші заклади спеціалізованої освіти, визначені законодавством.

Станом на 1 січня 2020 року в Україні функціонували 67 санаторних шкіл-інтернатів у 21-й області України, найбільше — 7 таких закладів — у Дніпропетровській області.

## Контингент загальноосвітніх закладів
Державна політика спрямована на створення належних умов для забезпечення обов'язкової повної загальної середньої освіти; надання якісних освітніх послуг шляхом забезпечення відповідними фінансовими, матеріальними, людськими та організаційними ресурсами; соціальний захист учасників навчально-виховного процесу.
Принципи формування контингентів учнів загальноосвітніх навчальних закладів:
- доступність і безоплатність повної загальної середньої освіти в державних та комунальних навчальних закладах;
- вільний вибір загальноосвітнього навчального закладу відповідно до освітньо-культурних та соціальних потреб громадянина;
- рівність всіх громадян України, а також іноземців, що перебувають в Україні на законних підставах, незалежно від раси, кольору шкіри, політичних, релігійних та інших переконань, статі, етнічного та соціального походження, майнового стану, місця проживання, мовних або інших ознак;
- відповідальність батьків або осіб, які їх замінюють, за здобуття дитиною загальної середньої освіти.

Стратегія. Спрямована на максимальне охоплення загальною середньою освітою всіх громадян України шкільного віку, забезпечення їх рівного доступу до загальної середньої освіти, наступності та безперервності якісної освіти, підтримку галузі відповідними фінансовими, матеріальними, людськими та організаційними ресурсами.
Структура. Складові структури контингенту визначається кількома чинниками, зокрема — наявністю загальноосвітніх навчальних закладів відповідного типу та рівня, формами власності, національно-культурними запитами громадян, певними соціально-економічними чинниками.
Статистика. На формування контингенту учнів загальноосвітніх навчальних закладів суттєво впливають об'єктивні чинники, а саме: демографічна, етнічна та соціально-економічна ситуація в країні, рівень соціальної захищеності громадян.
|      | Всього    | I ступ. | II ступ. | III ступ. | Гімназії | Ліцеї   | Навч.-виховні комплекси | Школи для дітей з вадами розвитку | Школи соціальної реабілітації |
| ---- | --------- | ------- | -------- | --------- | -------- | ------- | ----------------------- | --------------------------------- | ----------------------------- |
| 2000 | 6 646 521 | 77 056  | 678 434  | 5 293 303 | 167 133  | 97 212  | 264 662                 | 68 721                            | …                             |
| 2001 |           | 76 222  | 635 134  | 5 035 007 | 196 267  | 110 896 | 363 673                 | 67 725                            | 630                           |
| 2002 |           | 72 079  | 591 655  | 4 793 067 | 214 929  | 122 563 | 374 790                 | 67 057                            | 560                           |
| 2003 |           | 70 575  | 545 713  | 4 441 670 | 263 208  | 144 199 | 405 073                 | 64 759                            | 597                           |
| 2004 |           | 69 659  | 511 798  | 4 141 936 | 281 357  | 160 811 | 397 445                 | 62 659                            | 524                           |
| 2005 | 5 301 373 | 65 058  | 464 773  | 3 861 507 | 305 186  | 161 847 | 382 027                 | 60 562                            | 413                           |
| 2006 |           | 57 926  | 431 889  | 3 632 582 | 291 022  | 155 150 | 397 797                 | 59 108                            | 330                           |
| 2007 | 4 767 984 | 54 890  | 399 449  | 3 386 812 | 292 806  | 155 031 | 412 597                 | 66 171                            | 228                           |
| 2008 | 4 533 233 | 52 907  | 369 538  | 3 165 637 | 295 756  | 154 137 | 428 394                 | 66 661                            | 203                           |

На початок 2008/2009 навчального року в 20 047 денних загальноосвітніх навчальних закладах системи Міністерства освіти і науки України (без спеціальних загальноосвітніх навчальних закладів) навчалися 4438 тис. учнів, що на 233 тис. менше, ніж минулого року.
Аналіз стану демографічної ситуації засвідчує, що, починаючи з 2003 року, простежується тенденція щодо збільшення народжуваності. Якщо цей процес набуде незворотного характеру, то, починаючи з 2009 року, набір учнів до 1-х класів розпочне збільшуватися, відповідно й зростатимуть учнівські контингенти. У 2008 році до 1 класу було зараховано 379 тис. дітей.
Для дітей соціально вразливих категорій населення створена розгалужена мережа інтернатних закладів, у яких утримуються, навчаються, виховуються у комплексі з корекційно-реабілітаційною, лікувально-оздоровчою роботою діти-сироти та діти, позбавлені батьківського піклування, хворі діти, діти, які потребують корекції фізичного та або розумового розвитку, у тому числі діти-інваліди, діти, які перебувають у конфлікті з законом.
У системі освіти функціонує:
- 317 (75,7 тис. учнів) загальноосвітніх шкіл-інтернатів в тому числі 53 (9,1 тис. учнів) для дітей-сиріт і дітей, позбавлених батьківського піклування;
- 62 (14,0 тис. учнів) загальноосвітніх санаторних шкіл-інтернатів; 14 шкіл та училищ (460 вихованців) соціальної реабілітації;
- 385 (48,5 тис. учнів) загальноосвітніх навчальних закладів (школи, школи-інтернати) для дітей, які потребують корекції фізичного та (або) розумового розвитку, з яких для розумово відсталих — 226 (27,7 тис. учнів), для сліпих — 6 (0,8 тис. учнів), для дітей зі зниженим зором — 28 (4,2 тис. учнів), для глухих — 30 (2,9 тис. учнів), для дітей зі зниженим слухом — 26 (3,0 тис. учнів), для дітей із порушенням опорно-рухового апарату — 20 (2,3 тис. учнів), для дітей із тяжким порушенням мовлення — 16 (2,9 тис. учнів), для дітей, які потребують інтенсивної педагогічної корекції — 33 (4,7 тис. учнів).
- 115 дитячих будинків, в яких утримується 5,9 тис. дітей дошкільного та шкільного віку.

Удосконалюється мережа загальноосвітніх навчальних закладів для дітей, які потребують корекції фізичного та/або розумового розвитку. Напрацьовано досвід роботи закладів нового типу: спеціальні гімназії-інтернати, навчально-виховні комплекси, навчально-реабілітаційні центри, спеціалізовані класи для обдарованих дітей-інвалідів.
У ході науково-пошукових досліджень спільно з Академією педагогічних наук України напрацьовано позитивний досвід інтегрованого навчання дітей, які потребують корекції фізичного та/або розумового розвитку, у навчальних закладах, що сприяє подоланню соціальної ізольованості таких дітей. Разом з тим, продовжується експериментальна діяльність щодо виховання дітей з девіантною та деліквентною поведінкою в умовах закладів соціальної реабілітації.
Для забезпечення рівного доступу до освіти дітей з обмеженими можливостями, удосконалюється законодавство. Міністерство освіти і науки України взяло участь у доопрацюванні проєкту Закону України «Про освіту осіб, які потребують корекції фізичного та (або) розумового розвитку (спеціальну освіту)» (реєстраційний № 1270 від 24.12.2007 р.). Зазначеним законопроєктом передбачено створення умов для якісної освіти, медико-соціальної реабілітації, інтеграції в суспільство дітей, які потребують корекції фізичного та/або розумового розвитку.
Міністерством здійснюються кроки щодо впровадження інклюзивної освіти. Реалізується наказ міністерства від 01.12.08 N 1087 "Про проведення науково-педагогічного експерименту «Соціальна адаптація та інтеграція у суспільство дітей, які потребують корекції фізичного та (або) розумового розвитку, шляхом запровадження їх інклюзивного навчання».
На виконання Указу Президента України від 18.12.2007 № 1228//2007 «Про додаткові невідкладні заходи щодо створення сприятливих умов для життєдіяльності осіб з обмеженими можливостями» Міністерство координує роботу органів управління освіти і науки щодо забезпечення безперешкодного доступу інвалідів до навчальних закладів.

## Прийом до загальноосвітніх навчальних закладів
Державна політика. Відповідно до гарантованого Конституцією України права кожного громадянина на доступність і безоплатність здобуття повної загальної середньої освіти державна політика спрямована на охоплення всіх громадян шестирічного віку початковою освітою в загальноосвітніх навчальних закладах. Це забезпечується:
- широкою мережею загальноосвітніх навчальних закладів різних рівнів;
- створенням відповідних умов для здобуття якісної початкової освіти;
- Державними стандартами початкової загальної освіти;
- різними формами навчання: очною, індивідуальною, екстернатом.

Принципи. Прийом до першого класу громадян України здійснюється за такими принципами:
- доступність для кожного громадянина початкової освіти в загальноосвітніх навчальних закладах державної та комунальної форм власності;
- рівність всіх громадян щодо умов і форм здобуття початкової освіти; безоплатність здобуття початкової загальної освіти;
- вільний вибір загальноосвітнього навчального закладу відповідно до освітньо-культурних та соціальних потреб громадянина;
- дотримання вікового цензу;
- чотирирічний термін навчання;
- відповідальність батьків або осіб, які їх замінюють, за здобуття дитиною загальної середньої освіти.

Стратегія спрямована на забезпечення права громадян України на початкову загальну освіту, максимальне охоплення дітей шкільного віку початковою освітою, задоволення їх освітніх та культурних потреб.
Структура. Початкову освіту діти здобувають в загальноосвітніх навчальних закладах І ступеня, які можуть існувати самостійно або входити складовою частиною до загальноосвітніх навчальних закладів І–II, І–III ступенів. З метою забезпечення наступності та неперервності дошкільної та початкової освіти в Україні з другої половини 90-х років функціонують навчально-виховні комплекси (об'єднання) «Школа — дитячий садок», «Початкова школа — дитячий садок». Окрім цього, для навчання першокласників використовуються приміщення дошкільних навчальних закладів, де забезпечуються відповідні умови.

## Випуск учнів навчальними закладами
Державна політика полягає у створенні умов для забезпечення обов'язкової повної загальної середньої освіти; досягненні учнями певного освітньо-культурного рівня, що забезпечується, зокрема, розвиненою мережею загальноосвітніх навчальних закладів різних типів і форм власності, а також існуванням альтернативних форм здобуття загальної середньої освіти.
Принципи. Випуск учнів загальноосвітніх навчальних закладів базується на таких принципах:
- обов'язковість повної загальної середньої освіти;
- доступність і безоплатність здобуття базової та повної загальної середньої освіти в загальноосвітніх навчальних закладах державної та комунальної форм власності;
- можливість здобуття повної загальної середньої освіти в навчальних закладах різних типів і форм власності;
- вільний вибір (залежно від потреб особи) форм здобуття повної загальної середньої освіти: очне навчання, індивідуальна та дистанційна форми навчання, екстернат, а також прискорене навчання;
- складання учнями загальноосвітнього навчального закладу державної підсумкової атестації за курс базової (9 клас) та повної загальної середньої освіти (11 клас) за змістом, формами і термінами, які щорічно визначаються Міністерством освіти і науки України;
- можливість для випускників, які виявили бажання вступати до вищих навчальних закладів, проходження незалежного зовнішнього оцінювання навчальних досягнень;
- заохочення учнів за досягнення у навчанні (нагородження золотою та срібною медалями, похвальною грамотою та похвальним листом).

Стратегія спрямована на максимальне охоплення загальною середньою освітою всіх громадян України; забезпечення їх рівного доступу до базової та повної загальної середньої освіти; опанування певним обсягом знань, умінь, навичок, необхідних для набуття фахової освіти та/або працевлаштування, соціалізації в умовах ринкової економіки, самореалізації в суспільстві з високими науково-технічними та культурно-освітніми засадами розвитку.
Структура. Після закінчення 9-го та 11-го класів загальноосвітніх навчальних закладів та здобуття учнями відповідно базової та повної загальної середньої освіти здійснюється їх випуск. Як правило, вік випускників становить 16–17 років. В умовах 12-річного терміну здобуття загальної середньої освіти молодь одержуватиме загальну середню освіту у 18-річному віці.
Базова середня освіта здобувається учнями, як правило, в середніх загальноосвітніх навчальних закладах. Після отримання атестату про закінчення базової загальної середньої освіти учень може продовжити навчання у школі та отримати атестат про повну загальну середню освіту після закінчення 11-го класу в Україні, або ж продовжити навчання, за вибором у професійно-технічному навчальному закладі або в технікумі за результатом вступних випробувань, разом із здобуттям початкової фахової освіти. Повна загальна середня освіта може здобуватися також у професійно-технічних та вищих навчальних закладах І–ІІ рівнів акредитації разом із здобуттям початкової фахової освіти.
Свідоцтво про базову загальну середню освіту та атестат про повну загальну середню освіту державного зразка видається незалежно від форм здобуття освіти, за умови складання державної підсумкової атестації. Випускникам загальноосвітніх навчальних закладів, які мають високі досягнення у навчанні, видається документ про освіту особливого зразка.
Статистика. Динаміка випуску із загальноосвітніх навчальних закладів в основному зумовлюється демографічною ситуацією в Україні. Так, кількість випускників 9-х класів денних загальноосвітніх навчальних закладів у 2008 році становила 535,7 тис. та зменшилася у порівнянні з 2007 роком на майже на 14,6 тис. учнів.
Випуск учнів з 11-х класів загальноосвітніх навчальних закладів у 2008 році становив 395,2 тис. осіб, що на 37,1 тис. менше, ніж у попередньому році.

## Поліпшення якості змісту освіти
Державна політика у галузі змісту освіти спрямована не лише на отримання учнями знань, умінь, навичок, а формування на їх основі ключових компетенцій, які сприятимуть умінню через спілкування знаходити порозуміння з іншими людьми, облаштовувати власне життя й бути корисним сім'ї, громаді, суспільству.
Розвиток змісту освіти відбувається за напрямками:
- стандартизації;
- гуманізації;
- осучаснення;
- адаптації до нових умов та потреб полікультурного та поліетнічного суспільства.

Важливим кроком щодо поліпшення якості освіти в Україні є запровадження Державних стандартів змісту загальної середньої освіти, які забезпечують збереження єдиного освітнього простору, еквівалентність здобуття освіти в різних формах, цілісність змісту освіти.
Державні стандарти початкової освіти в українській школі вже запроваджено повністю, після апробації вони були частково змінені та вдосконалені. Упровадження стандартів базової та повної освіти ще триває.
Якість освіти значною мірою залежить від логіки формування навчальних планів, на основі яких розробляються нові за змістом і педагогічними підходами навчальні програми та підручники.
Характерною рисою нових навчальних планів є їх диференціація за типами навчальних закладів, за мовами вивчення предметів, за профільністю тощо; до навчальних планів включено нові предмети, які за своїм призначенням спрямовані на формування життєвих навичок, соціалізації школярів, а саме: основи здоров'я, етика, громадянська освіта, психологія, філософія тощо; ознакою перебудови навчальних планів є розвиток змісту освіти в напрямі впровадження інтегрованих навчальних курсів (природознавство, екологія, література тощо), що дає змогу більш цілісно усвідомлювати явища, що вивчаються, уникнути багатопредметності та перенавантаження учнів; у навчальних планах збережено тенденцію до збільшення кількості годин на вивчення української мови та літератури. У цілому сьогодні в 11-річній школі українську мову учень вивчає упродовж 1 698 годин. Типовими навчальними планами для 12-річної школи загальна кількість годин на вивчення української мови зберігається. При цьому у класах суспільно-гуманітарного профілю ця цифра становить 1 908 годин. На вивчення української літератури у 12-річній школі відводиться на 70 годин більше порівняно з 11-річною школою (в 11-річній — 490 годин, у 12-річній — 560 годин); важливою ознакою нових навчальних планів є те, що в 1–12 класах уперше неперервно вивчаються предмети, що реалізують освітню галузь «Естетична культура», а саме: «Образотворче мистецтво», «Музичне мистецтво», «Художня культура», «Естетика» тощо; розроблено нові Типові навчальні плани для спеціальних загальноосвітніх навчальних закладів для дітей, які потребують корекції фізичного та/або розумового розвитку.
Навчальні програми структуровано таким чином, що дають орієнтири для вчителя у спрямуванні навчального процесу на діяльнісну основу навчання, на формування предметних компетенцій.
Програми гуманізовані, вони більшою мірою зорієнтовані на учня, якого слід не повчати, а навчити самостійно здобувати знання, вільно оперувати інформацією.
Зміст навчальних програм адаптовано до нових умов та потреб полікультурного суспільства; суспільно-гуманітарні предмети збагачено знаннями традицій, культури, мови та економічного розвитку інших європейських країн.
Наступною особливістю навчальних програм є осучаснення їх змісту. Наприклад, у змісті природничих дисциплін, математики знайшли відображення тенденції до практичного використання досягнень науки, техніки, розвитку економіки.
З метою розбудови профільного навчання та допрофільної підготовки вперше розроблено оригінальні, різнопланові навчальні програми спеціальних та факультативних курсів з української мови та літератури; вперше впроваджуються в практику загальноосвітніх навчальних закладів курси за вибором з інформатики, а саме: «Основи Інтернету», «Основи комп'ютерної графіки», «Основи комп'ютерної безпеки» тощо; вперше розроблено навчальні програми профорієнтаційних курсів «Людина і світ професій. 8—9 кл.», «Побудова кар'єри. 10—11 кл.»; курси за вибором з фізики.
Вперше розроблено навчальну програму курсу за вибором «Розмаїття релігій і культур світу» для учнів 1—11 класів, яка має на меті познайомити школярів із багатоманітністю релігійно-культурних традицій, сприяти виробленню толерантного ставлення до представників різних етносів та віросповідань.
Концептуально осучаснено структуру та зміст навчальних програм з іноземних мов для спеціалізованих загальноосвітніх шкіл; в основу їх вивчення покладено комунікативний підхід, оволодіння мовою як засобом спілкування.
Розроблено і впроваджено актуальну на сьогодні навчальну програму курсу за вибором для учнів 1—11 класів «Основи споживчих знань», яка сприяє формуванню споживчої культури та вмінню грамотно захищати права споживача.
Засобами отримання об'єктивної інформації про стан освіти та розроблення стратегій її розвитку є зовнішнє незалежне оцінювання та моніторингові дослідження якості освіти.
У 2008 році було проведено всеохопне зовнішнє незалежне оцінювання, яке засвідчило організаційну спроможність утілювати великомасштабні системні реформи. Це найбільш суспільно значуща і масштабна подія в українській освіті за останні роки, яка має стратегічний характер.
Проведенню зовнішнього незалежного оцінювання передувала системна робота багатьох людей та інституцій: розроблення нормативно-правового забезпечення; великомасштабна інформаційно-роз'яснювальна робота з учасниками тестувань, педагогічною та батьківською громадськістю; розроблення змісту тестових завдань, створення зошитів, їх тиражування; формування мережі пунктів тестування на базі загальноосвітніх, професійно-технічних та вищих навчальних закладів забезпечення підвезення учасників на пункти тестування і з пунктів тестування; підготовка кадрів; організація громадського контролю за проведенням зовнішнього незалежного оцінювання.
Результати зовнішнього оцінювання засвідчили, що випускники загальноосвітніх навчальних закладів, які брали участь у тестуванні, засвоїли навчальний матеріал переважно на середньому та достатньому рівнях навчальних досягнень.
Розпочата послідовна робота щодо створення національної системи моніторингових досліджень якості освіти. Моніторингові дослідження міністерство розглядає як ефективний засіб управління якістю освіти.
Важливе значення для розвитку природничо-математичної освіти має участь школярів 4-х та 8-х класів України у міжнародному порівняльному дослідженні якості природничо-математичної освіти TIMSS-2007. Участь у дослідженні дала можливість:
- виміряти рівень навченості учнів 4-х та 8-х класів з математики та природничих дисциплін;
- порівняти його з результатами однолітків з інших країн;
- виявити проблемні питання у природничо-математичній освіті;
- визначити нові завдання, розв'язання яких сприятиме удосконаленню навчального процесу.

Міністерством спільно з Академією педагогічних наук України розроблено заходи щодо створення системи моніторингових досліджень якості загальної середньої освіти та участі України у міжнародних порівняльних дослідженнях якості освіти. Ними передбачено аналіз стану впровадження моніторингових досліджень в Україні, вивчення та узагальнення відомостей про вже наявні моніторингові дослідження, що здійснюються у країні на різних рівнях та про агенції, що їх реалізують. Заходи передбачають також перелік необхідних нормативно-правових документів, що забезпечують створення системи моніторингових досліджень; вирішення питань, що стосуються підготовки кадрів з питань організації та проведення моніторингових досліджень якості освіти; фінансове, організаційне та інформаційне забезпечення системи моніторингових досліджень. Крім того, розроблено план проведення національних та участі у міжнародних моніторингових дослідженнях на 2008—2012 роки.

## Кадрові ресурси
Державна політика у сфері формування та зміцнення кадрового потенціалу загальноосвітніх навчальних закладів спрямована на всебічну фінансову, матеріальну підтримку педагогічних працівників, їх соціальний захист.
На початок 2008/2009 навчального року в загальноосвітніх навчальних закладах працювали 484,1 тисячі педагогічних працівників.
Намітилася позитивна тенденція щодо збільшення кількості вчителів, які мають освітньо-кваліфікаційний рівень спеціаліста або магістра й натепер їх відсоток становить 88,6.
Кількість педагогічних працівників, які мають кваліфікаційний рівень бакалавра та молодшого спеціаліста щорічно зменшується і становить відповідно 2,1 відсоток та 8,9 відсотків.
Актуальним залишається питання здобуття повної вищої освіти вчителями початкових класів. Загальний відсоток тих, які мають освітньо-кваліфікаційні рівні спеціаліста або магістра хоча й збільшився у порівнянні з минулим навчальним роком до 78,1 відсотка, але й дотепер залишається нижчим за аналогічний показник вчителів основної і старшої школи, де він становить 98,1 відсотка.
Понад половину працюючих учителів мають вік старше 41 року, більше половини з яких пенсіонери за віком або можуть вийти на пенсію за вислугою років. Питома вага таких працівників в школах зростає на противагу зменшенню кількості вчителів у віці до 30 років. За останні чотири роки кількість таких працівників зменшилася з 21 до 17,8 відсотка.
Певних змін зазнала структура вчительських кадрів за віковим цензом. Зменшується кількість вчителів, які викладають окремі предмети віком до 30 років, їх питома вага становить лише 17 відсотків; віком 31—40 років — 25 відсотків. Майже без змін залишилася частка чисельності вчителів віком 41—50 років і становить 28,1 відсотка. Дещо зросли частки вчителів віком 51—55 років та понад 55 років і становлять відповідно 11,9 та 18 відсотків.
Структура. Розподіл педагогічних кадрів за стажем педагогічної роботи складає:
- 7,2 відсотка вчителів зі стажем до 3-х років;

- 14,4 відсотка — від 3 до 10 років,
- 27,3 відсотка — від 10 до 20 років,
- 51,1 відсотка — більш як 20 років

## Реформи середньої освіти
З 1 вересня 2016 року змінені всі навчальні програми для учнів 1-4 класів. Метою впровадження змін є розвантаження і оновлення програм. Про зміни в програмах молодшої школи повідомила міністр освіти і науки України Лілія Гриневич. Серед нововведень відмічаються такі: за рекомендацією МОН, виправлення та написи в зошитах учнів вчителі повинні робити олівцем, а не червоною ручкою; планується зняти вимогу перевірки читання на швидкість, натомість вчителі мають розвивати усвідомлене читання.
У вересні 2016 року МОН представило концепцію «Нова українська школа». 14 грудня на засіданні Кабінету Міністрів України було схвалено нову концепцію.
За ствердженням МОН в основу концепції «Нової української школи» закладено свободу і відповідальність, як основні компоненти системи освіти. Згідно нової концепції плануються зміни в початковій школі та профільній освіті старшокласників. Для старшокласників буде запропоновано вибір двох напрямків академічного (навчання з орієнтацією на університет) та професійного (навчання орієнтоване на здобуття першої професії).

## Виноски
1. 1 2 3  Катерина Хорощак (13 липня 2020). Інтернати продовжать набирати дітей – ВР ухвалила зміни до закону. Українська правда — Життя. Архів оригіналу за 14 липня 2020.
2. ↑  Учні у денних загальноосвітніх навчальних закладах. Архів оригіналу за 9 квітня 2012. Процитовано 22 березня 2022.
3. ↑  З 1 вересня зміниться освітня програма в школах. buki.com.ua. Архів оригіналу за 23 лютого 2017. Процитовано 22 лютого 2017.
4. ↑  Реформа освіти: концепція “Нової української школи”. buki.com.ua. Архів оригіналу за 23 лютого 2017. Процитовано 22 лютого 2017.
5. ↑  Кабмін затвердив 12-річну школу. buki.com.ua. Архів оригіналу за 23 лютого 2017. Процитовано 22 лютого 2017.